# Präfektur Okinawa

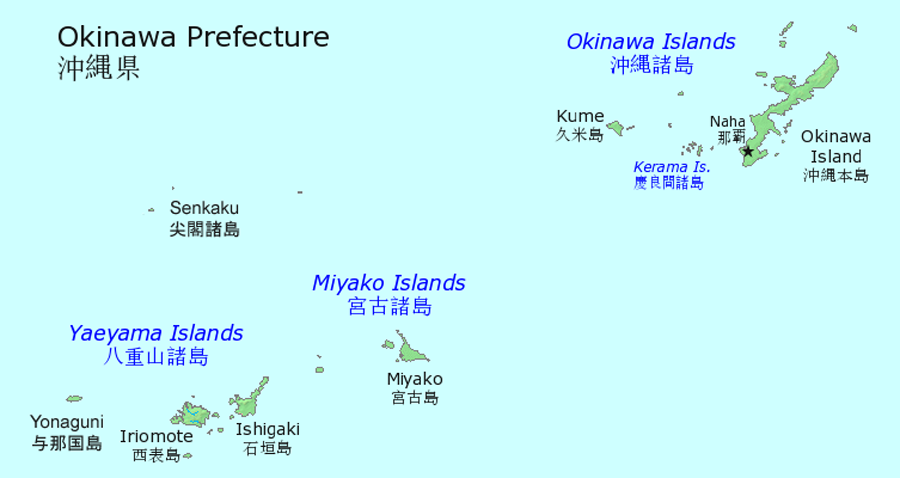

Die Präfektur Okinawa (japanisch 沖縄県, Okinawa-ken, okinawaisch Uchinā) ist Japans südlichste Präfektur. Sie umfasst die zu den Ryūkyū-Inseln gehörenden Inselgruppen Okinawa, Miyako und Yaeyama. Die Präfektur Okinawa ist daher von der gleichnamigen Inselgruppe und deren Hauptinsel Okinawa Hontō zu unterscheiden. Letztere stellte ehemals den Mittelpunkt des Königreichs Ryūkyū dar und liegt etwas über 500 Kilometer südwestlich der japanischen Hauptinsel Kyūshū. Die Insel Yonaguni am südwestlichen Ende der Präfektur Okinawa ist nur knapp 125 Kilometer von Taiwan entfernt.

## Geographie

### Lage
Die zur Präfektur Okinawa gehörenden Inseln liegen in den Subtropen zwischen 24° und 28° N und zwischen 123° und 131° 20' E.
Im Einzelnen umfasst die Präfektur Okinawa:
- Drei große Inselgruppen (von Norden nach Süden):
  - die Inselgruppe Okinawa: Auf Okinawa Hontō, der Hauptinsel der Inselgruppe, liegt Naha, die Hauptstadt der Präfektur.
  - die Inselgruppe Miyako (alter deutscher Name der Insel: Typinsan)
  - die Inselgruppe Yaeyama, von deren westlichster Insel, Yonaguni, man bei gutem Wetter Taiwan sehen kann.
(Die Inselgruppen Miyako und Yaeyama werden auch zusammenfassend als Inselgruppe Sakishima bezeichnet.)
- Inseln, die zu keiner der drei größeren Inselgruppen gehören:
  - die ungefähr 110 Kilometer nördlich der Inselgruppe Okinawa gelegene Insel Iōtorishima.
  - die drei Inseln der rund 350 Kilometer ostsüdöstlich der Inselgruppe Okinawa gelegenen Inselgruppe Daitō (大東諸島, -shotō). Manchmal wird diese Inselgruppe trotz relativ großer Entfernung auch zur Inselgruppe Okinawa dazugerechnet.
  - die etwa 400 km westsüdwestlich liegende unbewohnte Inselgruppe Senkaku.

### Landschaften
In der Präfektur befinden sich 363 Inseln bzw. 160 Inseln von mindestens 1 ha Fläche, von denen 49 bewohnt sind. Für eine Auflistung siehe Liste der Inseln der Präfektur Okinawa.
Der höchste Berg ist der 526 m hohe Omoto-dake auf Ishigaki-jima.
Stand 31. März 2019 sind etwa 36 Prozent der Landfläche der Präfektur von Naturparks bedeckt. Dazu zählen die Nationalparks Iriomote-Ishigaki, Keramashotō und Yambaru, die Quasi-Nationalparks Okinawa-Kaigan und Okinawa-Senseki sowie vier Präfekturnaturparks.

### Größte Orte
| Census-Jahr | Einwohner | Einwohner | Einwohner | Einwohner |
| Census-Jahr | 2015      | 2010      | 2005      | 2000      |
| ----------- | --------- | --------- | --------- | --------- |
| Naha        | 319.435   | 315.954   | 312.393   | 301.032   |
| Okinawa     | 139.279   | 130.249   | 126.400   | 119.686   |
| Uruma       | 118.898   | 116.979   | 113.535   | —         |
| Urasoe      | 114.232   | 110.351   | 106.049   | 102.734   |
| Ginowan     | 96.243    | 91.928    | 89.769    | 86.744    |
| Nago        | 61.674    | 60.231    | 59.463    | 56.606    |
| Tomigusuku  | 61.119    | 57.261    | 52.516    | —         |
| Itoman      | 58.547    | 57.320    | 55.816    | 54.974    |
| Miyakojima  | 51.186    | 52.039    | 53.493    | —         |
| Ishigaki    | 47.564    | 46.922    | 45.183    | 43.302    |
| Nanjō       | 42.016    | 39.758    | —         | —         |
| Ishikawa    | —         | —         | —         | 21.992    |
| Gushikawa   | —         | —         | —         | 61.061    |
| Hirara      | —         | —         | —         | 33.701    |

Am 1. April 2002 wurde das Dorf Tomigusuku-son zu einer Kreisfreien Stadt (-shi) heraufgestuft.

Am 1. April 2005 wurde aus den Städten Ishikawa und Gushikawa sowie zwei weiteren Gemeinden die neue Stadt Uruma gebildet.

Am 1. Oktober 2005 wurde aus der Stadt Hirara und vier weiteren Gemeinden die neue Stadt Miyakojima gebildet.

Am 1. Oktober 2006 fusionierten vier Gemeinden zur neuen Stadt Nanjo.

## Geschichte

### Vorgeschichte
Die älteste archäologische Stätte der Altsteinzeit auf Okinawa ist die Yamashita-Höhle Nr. 1 in der Stadt Naha, deren Alter auf etwa 32.000 Jahre geschätzt wird. Bereits in der Jōmon-Zeit unternahmen Menschen mit Einbäumen Seefahrten. In den Ruinen auf Okinawa und den Amami-Inseln wurden Obsidian und Keramik aus der Präfektur Saga auf Kyūshū entdeckt, während umgekehrt auch Keramik aus Okinawa auf der Satsuma-Halbinsel gefunden wurde. Dies deutet darauf hin, dass bereits zu jener Zeit ein enger Handelsaustausch mit dem japanischen Festland bestand.

### Muschelhaufenzeit (ca. 1.–10. Jahrhundert)
Während der sogenannten Muschelhaufenzeit war auf Okinawa noch keine Landwirtschaft verbreitet. Die Menschen lebten hauptsächlich vom Fischfang, der Jagd und dem Sammeln von Nahrung. Diese Periode dauerte etwa vom Beginn unserer Zeitrechnung bis ins 7. Jahrhundert und wird archäologisch als Spätphase der Muschelhaufenzeit klassifiziert. Die Wohnstätten bestanden aus Grubenhäusern oder einfachen Flachbauten. Muschelhaufen und Knochenfunde geben Aufschluss über die damalige Lebensweise.
Zwischen dem 7. und 10. Jahrhundert begann der Übergang in die Frühphase der Gusuku-Zeit. Die Verwendung von Eisenwerkzeugen wurde alltäglich, Bestattungstraditionen änderten sich, und es entstanden dörfliche Siedlungen mit ersten Anzeichen gesellschaftlicher Differenzierung. Dies wird als Beginn der sozialen Schichtung interpretiert.
In dieser Zeit existierten noch keine schriftlichen Aufzeichnungen auf Okinawa, und die Region bildete einen eigenständigen Kulturkreis, der keinem Staat angehörte. Zwar bestanden kleinere Handelskontakte mit Süd-Kyūshū und den Amami-Inseln, doch ein starker externer Einfluss war kaum erkennbar. Die sprachliche und ethnische Zusammensetzung entwickelte sich in einer einzigartigen und gleichzeitig vielschichtigen Weise, die sich von Japan und Südostasien unterschied.

### Zeit der Drei Königreiche
In der sogenannten „Zeit der Drei Königreiche“ existierten auf der Hauptinsel Okinawa drei konkurrierende Herrschaftsgebiete: Hokuzan (Norden), Chūzan (Zentrum) und Nanzan (Süden). Diese standen in einem ständigen Machtkampf. Im Jahr 1429 gelang es König Shō Hashi von Chūzan, Hokuzan und Nanzan zu besiegen und die Insel zu vereinen. Damit begann die Erste Shō-Dynastie und die eigentliche Periode des Ryūkyū-Königreichs. In dieser Zeit intensivierte sich der Handel mit China, und Schriftzeichen (Kanji) wurden eingeführt. Das Ryūkyū-Königreich entwickelte sich zu einem Handelsstaat mit einem Netzwerk zwischen Ostasien und Südostasien. Kulturell entstand eine eigenständige Hofkultur, beeinflusst von Japan, China, Korea und Südostasien.

### Zeit der Satsuma-Herrschaft
Im Jahr 1609 entsandte das Fürstentum Satsuma (heute Präfektur Kagoshima) im Rahmen seiner Außenpolitik eine Expedition nach Ryūkyū. In der Folgezeit stand das Königreich unter der Kontrolle von Satsuma. Dabei konnte Ryūkyū weiterhin das traditionelle Vasallenverhältnis zu China aufrechterhalten, was ihm eine besondere diplomatische Rolle ermöglichte. Die innere Verwaltung und Bildung wurden ausgebaut, und konfuzianische Werte prägten zunehmend das Regierungssystem. Die Beziehungen zu Satsuma hatten zwar Einfluss auf die Institutionen und die Wirtschaft, doch Sprache, Religion und Künste konnten sich weiterhin eigenständig entfalten.
Im Jahr 1872 wurde das Königreich vollständig aus dem chinesischen Vasallensystem herausgelöst und offiziell dem japanischen Staat angegliedert. Das Ryūkyū-Königshaus wurde in ein Fürstentum umgewandelt, und König Shō Tai erhielt den Titel eines Adligen. Im Zuge der landesweiten Verwaltungsreform von 1879, bei der die alten Fürstentümer aufgelöst wurden, entstand schließlich die Präfektur Okinawa.

### Zweiter Weltkrieg
Im Zweiten Weltkrieg war Okinawa der einzige Ort auf japanischem Boden, an dem großflächige Bodenkämpfe stattfanden. Im Rahmen der Operation Iceberg landeten amerikanische Truppen auf der Insel. Während der Schlacht von Okinawa kamen insgesamt etwa 200.000 Menschen ums Leben, darunter rund 66.000 japanische Soldaten und 12.500 amerikanische Soldaten. Die Zahl der zivilen Opfer aus Okinawa belief sich auf etwa 94.000, hinzu kamen etwa 28.000 im Dienst befindliche Einwohner der Insel – insgesamt etwa 122.000 Todesopfer. Der intensive Einsatz von Artillerie, Bombardierungen und Flammenwerfern führte zu hohen zivilen Verlusten, insbesondere da auch Höhlen mit Flüchtlingen gezielt angegriffen wurden.

### Nachkriegszeit
Nach Kriegsende wurde Okinawa vom japanischen Festland getrennt und unter amerikanische Verwaltung gestellt. Die Bevölkerung begann unter der US-Militärregierung mit dem Wiederaufbau. Infrastruktur und Bildungssysteme wurden erneuert. Zugleich kam es zu grundlegenden Veränderungen in Politik, Wirtschaft und Gesellschaft – so wurden etwa der B-Yen(B円) und der US-Dollar als Zahlungsmittel eingeführt. In dieser Zeit hielten amerikanische Einflüsse Einzug, und Gerichte wie Taco Rice oder Tacos sind heute fester Bestandteil der lokalen Küche.
Am 15. Mai 1972 wurde Okinawa offiziell an Japan zurückgegeben und erneut als Präfektur integriert. Verwaltung, Bildung und Wirtschaft wurden wieder mit dem Festland vereinheitlicht. Viele US-Militärstützpunkte blieben jedoch bestehen, was bis heute ein zentrales gesellschaftliches Thema in der Region darstellt.

### Gegenwart
Heute präsentiert sich Okinawa als Region mit reichem kulturellen Erbe und vielfältiger Geschichte. Die Ryūkyū-Musik, das Instrument Sanshin, der Tanz Eisa und die ozeanisch beeinflusste Küche erfreuen sich landesweiter Beliebtheit. Auch in Anime und der japanischen Popmusik finden sich Elemente dieser Kultur wieder.
Die Bewahrung der lokalen Sprache (Ryūkyū) wird aktiv gefördert – durch Programme von Regierung, Kommunen und Bürgerinitiativen. Unterricht in Dialekten, Volkslieder und traditionelle Künste werden an Schulen und in Gemeinden vermittelt, um das kulturelle Erbe an jüngere Generationen weiterzugeben.
Zugleich bestehen Herausforderungen, etwa durch die hohe Konzentration an US-Militärbasen. In diesem Kontext sucht Okinawa nach einem Gleichgewicht zwischen regionaler Entwicklung und sicherheitspolitischen Erfordernissen. Als multikulturelle, vielsprachige Region mit komplexer Geschichte spielt Okinawa auch heute eine bedeutende Rolle innerhalb der japanischen Gesellschaft.

## Bevölkerung

### Langlebigkeit
Die japanische Insel Okinawa gilt als die Region mit der weltweit höchsten Lebenserwartung. Sie wird auch als die „Insel der Hundertjährigen“ bezeichnet. Okinawa ist einer von drei Orten weltweit, auf dem pro Einwohnerzahl die meisten Hundertjährigen leben. Die durchschnittliche Lebenserwartung liegt mit 86 Jahren für Frauen und 78 Jahren für Männer höher als im übrigen Japan, das in der weltweiten Statistik ohnehin eine führende Position innehat. Eine wissenschaftliche Studie der Ryūkyū-Universität bescheinigt den Alten zudem einen überdurchschnittlich guten Gesundheitszustand. Das Risiko, an Herz-Kreislauf-Erkrankungen, Schlaganfall, Krebs und Diabetes zu erkranken, ist bei den Menschen, die die traditionelle Lebensweise pflegen, deutlich geringer als in westlichen Industrienationen. In der Altersgruppe zwischen 20 und 60 hingegen weist die Statistik einen gegenteiligen Effekt aus: Hier sind die Menschen dicker und kränker als im übrigen Japan, was die Forscher unter anderem auf den Einzug US-amerikanisch geprägter Ess- und Lebensgewohnheiten zurückführen.
In einer erneuten Erhebung im Jahr 2013 musste Okinawa die ohnehin vor allem auf der Langlebigkeit der Frauen beruhende erste Position in der Altersstatistik an die Präfektur Nagano abgeben und fiel auf Platz drei.

### Bevölkerungsentwicklung
| Census- Jahr | Gesamt- Bevölkerung | männliche Bevölkerung | weibliche Bevölkerung | Geschlechter- verhältnis Männer auf 1000 Frauen | Fläche in km2 | Bevölkerungs- dichte Einw. je km2 |
| ------------ | ------------------- | --------------------- | --------------------- | ----------------------------------------------- | ------------- | --------------------------------- |
| 1920         | 571.572             | 274.829               | 296.743               | 926                                             | 2387,28       | 239,4                             |
| 1925         | 557.622             | 267.933               | 289.689               | 925                                             | 2387,28       | 233,6                             |
| 1930         | 577.509             | 272.797               | 304.712               | 895                                             | 2386,29       | 242,0                             |
| 1935         | 592.494             | 281.266               | 311.228               | 904                                             | 2386,24       | 248,3                             |
| 1940         | 574.579             | 270.680               | 303.899               | 891                                             | 2386,24       | 240,8                             |
| 1950         | 914.937             | 429.432               | 485.505               | 885                                             | 3625,27       | 252,4                             |
| 1955         | 801.065             | 381.939               | 419.126               | 911                                             | 2388,22       | 335,4                             |
| 1960         | 883.122             | 422.843               | 460.279               | 919                                             | 2388,22       | 369,8                             |
| 1965         | 934.176             | 447.693               | 486.483               | 920                                             | 2388,22       | 391,2                             |
| 1970         | 945.111             | 451.393               | 493.718               | 914                                             | 2239,22       | 422,1                             |
| 1975         | 1.042.572           | 510.754               | 531.818               | 960                                             | 2245,87       | 464,2                             |
| 1980         | 1.106.559           | 543.692               | 562.867               | 966                                             | 2249,91       | 491,8                             |
| 1985         | 1.179.097           | 581.102               | 597.995               | 972                                             | 2254,17       | 523,1                             |
| 1990         | 1.222.398           | 598.669               | 623.729               | 960                                             | 2264,00       | 539,9                             |
| 1995         | 1.273.440           | 624.737               | 648.703               | 963                                             | 2266,04       | 562,0                             |
| 2000         | 1.318.220           | 647.877               | 670.343               | 967                                             | 2271,30       | 580,4                             |
| 2005         | 1.361.594           | 668.502               | 693.092               | 965                                             | 2274,59       | 598,6                             |
| 2010         | 1.392.818           | 683.328               | 709.490               | 963                                             | 2276,15       | 611,9                             |
| 2015         | 1.433.566           | 704.619               | 728.947               | 967                                             | 2281,12       | 628,5                             |

## Politik

### Politische Landschaft
Die größten Parteien der US-verwalteten Ryūkyū-Inseln waren auf konservativer Seite die meist pro-amerikanische, aber phasenweise über die Kooperation mit den US-Behörden zerstrittene Demokratische Partei Ryūkyū und ihre Nachfolger, auf linker Seite für ein Ende der US-Hoheit und die Rückkehr unter japanische Souveränität vor allem die „Sozialistische Massenpartei Okinawa“ (Okinawa Shakai Taishūtō, kurz Shadaitō) und die deutlich kleinere, kommunistisch orientierte Okinawa Jinmintō (etwa „Volkspartei Okinawa“, wobei jinmin wie in „Volksrepublik“ heute im Unterschied etwa zu kokumin ein ausdrücklich kommunistisch besetztes Wort für „Volk“ ist). Erstere wurde bei der Rückkehr unter japanische Souveränität 1972 Teil der japanischen LDP, letztere Teil der Kommunistischen Partei Japans (KPJ). Nur die Shadaitō besteht als eigenständige Regionalpartei weiter, nachdem ein geplanter Beitritt zur japanischen DSP nicht umgesetzt wurde.
Die politische Landschaft Okinawas ist weiterhin stark durch die auch unter japanischer Flagge umfangreiche US-Militärpräsenz und die Debatte über den US-japanischen Sicherheitsvertrag geprägt. Nachdem die landesweite Einheitsfront aus KPJ und Sozialistischer Partei Japans (SPJ) in den 1970er Jahren zerbrach, arbeiteten die linken Parteien in Okinawa bei vielen Kommunal-, Präfektur- und auch Nationalwahlen weiter zusammen.
Die in den 1990ern gegründete linksliberale Demokratische Partei nominierte in Okinawa bei der Japanischen Oberhauswahl 2007 und teilweise auch bei der Japanischen Unterhauswahl 2009 gemeinsam mit den linken Parteien Kandidaten. Als Ergebnis der Wahl 2009 übernahmen die Demokraten die Zentralregierung. Sie sahen sich nach Bruch ihres Wahlversprechens einer Reduzierung der Militärpräsenz heftiger Opposition durch die linken Parteien in Okinawa gegenüber. Über die Frage der Stützpunkte verließ die Sozialdemokratische Partei (Nachfolger der SPJ) schließlich die nationale Regierungskoalition, kurz darauf trat Premierminister Yukio Hatoyama zurück. Bei der Unterhauswahl 2012 gewann die LDP erstmals seit der Einführung der Einmandatswahlkreise in den 1990er Jahren drei Sitze in Okinawa.
Bei den nationalen Parlamentswahlen 2014, 2016, 2017, 2019 und 2021 gab es wieder koordinierte oder gemeinsame Nominierungen der Mitte-links-Parteien in Okinawa, die zunächst größtenteils erfolgreich waren; 2017 gewann die LDP wieder einen, 2021 zwei Unterhaussitze (siehe die Vertretung im Nationalparlament unten). Der Stimmenanteil linker Parteien liegt in Okinawa oft über dem landesweiten Durchschnitt, der seit 2020 einzige Sozialdemokrat im japanischen Unterhaus kommt aus Okinawa.

### Regierung

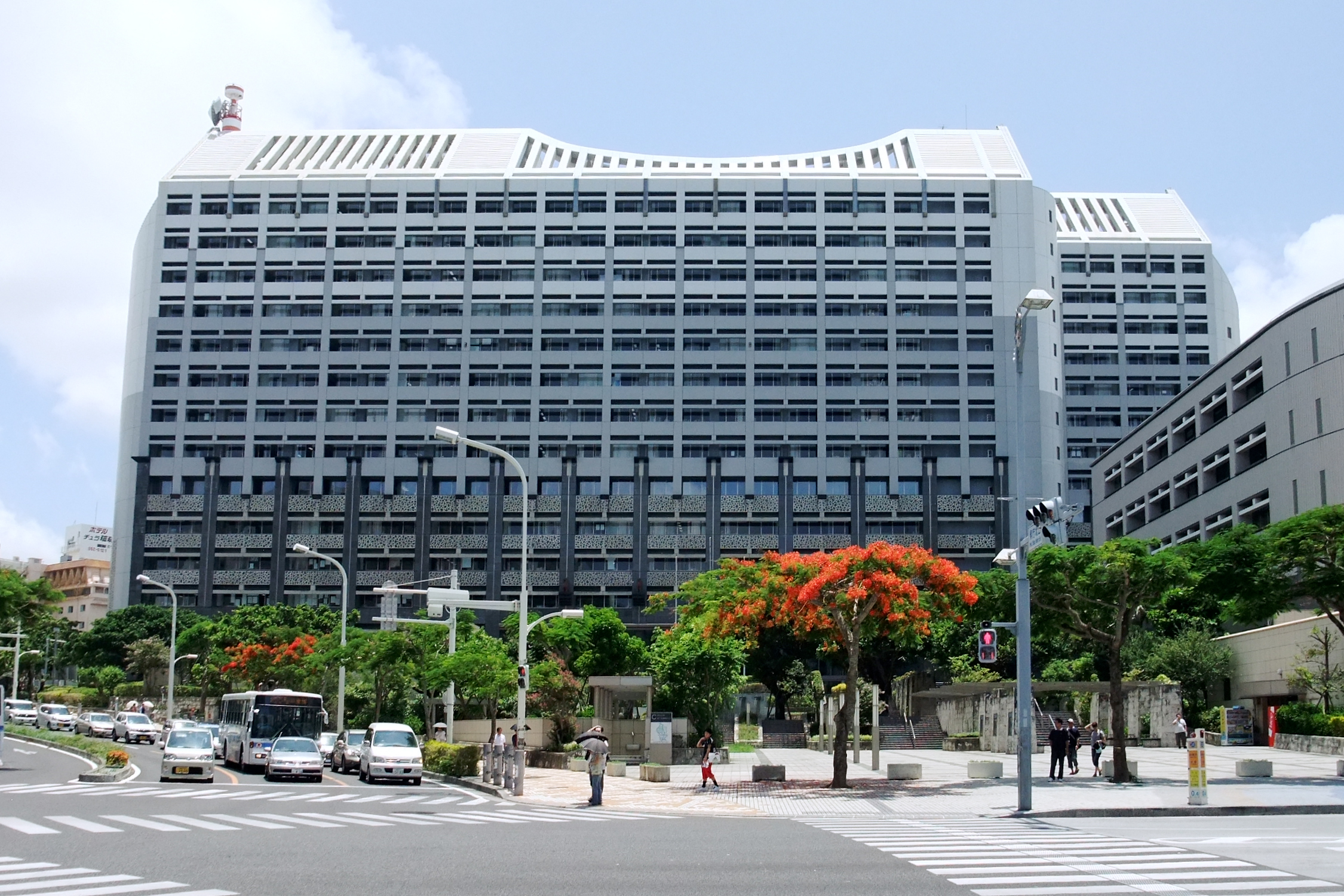
Das Hauptgebäude der Präfekturverwaltung (Okinawa Prefectural Government) in Naha

Seit Oktober 2018 ist der ehemalige LP-Unterhausabgeordnete Denny Tamaki Gouverneur von Okinawa. Er setzte sich bei der vorzeitigen Gouverneurswahl am 30. September 2018 als Gegner der vom Pentagon geplanten Umstrukturierung der Stützpunkte innerhalb von Okinawa mit Unterstützung aus der nationalen Mitte-links-Opposition mit rund 55 % der Stimmen gegen den von den nationalen Regierungsparteien unterstützten ehemaligen Bürgermeister von Ginowan, Atsushi Sakima, und zwei weitere Kandidaten durch.
Die Wahlbeteiligung sank gegenüber der Wahl 2014 leicht auf 63,2 %, könnte aber durch den Taifun Nr. 24 (international Taifun Trami) beeinträchtigt worden sein. Vorgänger Takeshi Onaga, ebenfalls aus dem Lager der Stützpunktgegner, war im Amt verstorben.
Bei der Gouverneurswahl im September 2022 wurde Tamaki mit Mitte-links-Unterstützung (KDP, KPJ, Reiwa Shinsengumi, SDP, Shadaitō) und 50,8 % der Stimmen gegen den von LDP und Kōmeitō unterstützten ehemaligen Präfekturparlamentsabgeordneten und Bürgermeister der Stadt Ginowan, Atsushi Sakima, (41,1 %) und den unabhängig kandidierenden Ex-Nationalabgeordneten Mikio Shimoji für eine zweite Amtszeit wiedergewählt. Die Wahlbeteiligung sank auf 57,9 %.

### Legislative

Landkarte der Unterhauswahlkreise von Okinawa

Das Präfekturparlament Okinawa hat regulär 48 Mitglieder und ist eines von sechs Präfekturparlamenten, die nicht bei einheitlichen Regionalwahlen gewählt werden.
Bei den Wahlen im Juni 2024 verlor das Anti-Stützpunkt-Lager von Gouverneur Tamaki die Mehrheit, die Parteien der nationalen Regierungskoalition gewannen die Hälfte der Sitze und halten zusammen mit anderen Präfekturoppositionsabgeordneten nun eine Mitte-rechts-Mehrheit. Die Wahlbeteiligung sank auf ein neues Rekordtief von 45,26 %.

### Vertretung im Nationalparlament
Im Nationalparlament wird Okinawa durch vier Abgeordnete im Unterhaus und zwei im Oberhaus vertreten, nach den Wahlen 2019, 2022 und 2024 derzeit (Stand: November 2024):
- im Unterhaus
  - für den Wahlkreis Okinawa 1 mit insbesondere der Stadt Naha der Kommunist Seiken Akamine,
  - für den Wahlkreis 2 mit den Städten Urasoe und Ginowan der Sozialdemokrat Kunio Arakaki,
  - für den Wahlkreis 3 im Norden mit den Städten Nago, Okinawa und Uruma die liberaldemokratische ehemalige Oberhausabgeordnete Aiko Shimajiri,
  - für den Wahlkreis 4 mit dem Süden von Okinawa Hontō und den Miyako- und Yaeyama-Inseln der Liberaldemokrat Kōsaburō Nishime, der sich 2017 gegen den parteilosen Amtsinhaber Toshinobu Nakazato durchsetzte,
- im Oberhaus
  - bis 2025 Tetsumi Takara von der Shadaitō bzw. der linken Einheitsfront All Okinawa (mit Shadaitō, KDP, DVP, KPJ, SDP und mehreren Fraktionen aus National-, Präfektur und Gemeindeparlamenten)
  - bis 2028 Yōichi Iha, ehemaliger Präfekturparlamentsabgeordneter und Bürgermeister von Ginowan; Takara und Iha bilden zusammen die Oberhausfraktion Okinawa no Kaze.

### Verwaltungsgliederung

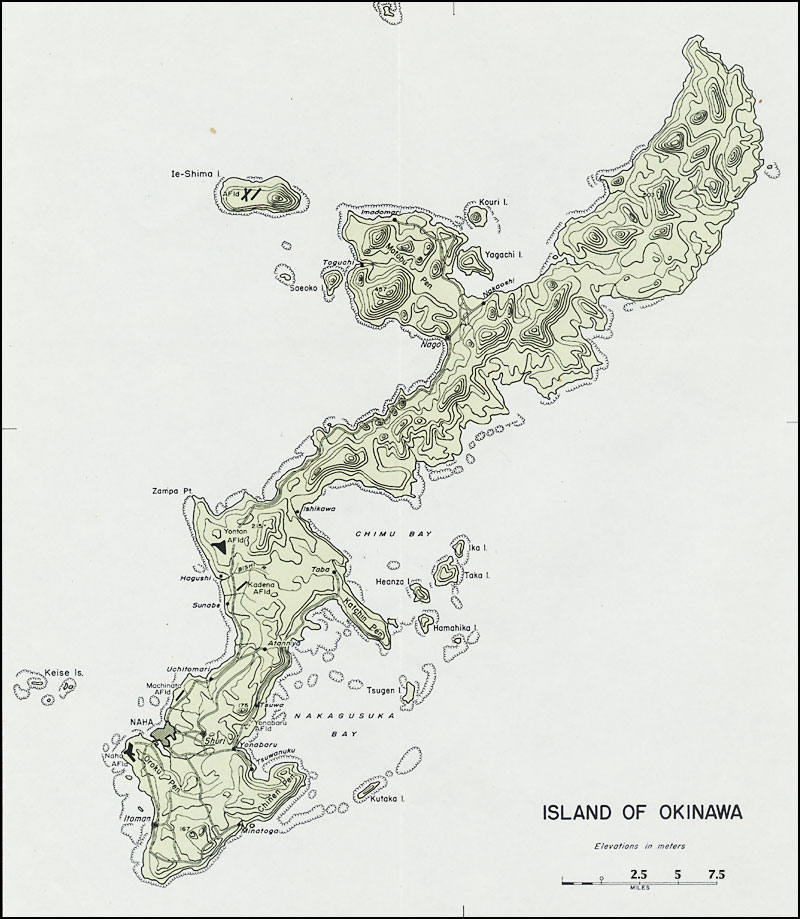
Die Hauptinsel Okinawa (Okinawa Hontō)

Grenzschild der Präfektur Okinawa (mangels Landgrenzen der Präfektur eher selten anzutreffen)

Gemeindegliederung seit 2006

Die Präfektur (-ken) Okinawa besteht seit 2006 noch aus 41 Gemeinden: 11 kreisfreien Städten (-shi), 11 Städten (-chō) und 19 Dörfern (-son). Die Präfekturhauptstadt Naha ist als Chūkakushi („Kernstadt“) die einzige Stadt in Okinawa mit einem gesetzlichen Großstadtstatus. Nach der Einführung von shi in Okinawa 1921 gab es zunächst nur zwei: Naha-shi und Shuri-shi, die aus gleichnamigen Stadtkreisen (-ku) hervorgingen.
In nachstehender Tabelle sind die fünf Landkreise kursiv dargestellt, darunter jeweils (eingerückt) die zugehörigen Gemeinden. Die Präfekturzugehörigkeit einer Gebietskörperschaft sind die ersten beiden Stellen des Gebietskörperschaftscodes, Okinawa ist 47. Die dritte Stelle hängt von der Art der Gebietskörperschaft ab: 0 ist die Präfektur selbst, 1 eine designierte Großstadt oder deren Stadtbezirke, 2 eine kreisfreie Stadt, 3 bis 7 sind (historisch kreisangehörige) Städte und Dörfer, höhere Nummern sind Zweckverbände und ähnliches (hier nicht aufgeführt). Den schon vor einem Jahrhundert als Gebietskörperschaften abgeschafften, aber als geographische Einheiten weiter genutzten Landkreisen wurden für statistische Zwecke ebenfalls Schlüssel mit 3 bis 7 zugewiesen, die mit den zugehörigen Gemeinden anschließend fortlaufend zusammengruppiert wurden. Lücken entstanden später durch die Gemeindefusionen des 20. und 21. Jahrhunderts.
| Code  | Name                 | Name      | Fläche (in km²) | Bevölkerung  | Bevölkerung     | Bevölkerungs- dichte (Ew./km²) |
| Code  | Lateinisch (Hepburn) | Japanisch | 1. Januar 2023  | 1. März 2021 | 1. Oktober 2015 | Bevölkerungs- dichte (Ew./km²) |
| ----- | -------------------- | --------- | --------------- | ------------ | --------------- | ------------------------------ |
| 47201 | Naha-shi             | 那覇市    | 41,42           | 316.048      | 319,435         | 7989,87                        |
| 47205 | Ginowan-shi          | 宜野湾市  | 19,80           | 99.256       | 96.243          | 4860,76                        |
| 47207 | Ishigaki-shi         | 石垣市    | 223,62          | 48.258       | 47.564          | 207,57                         |
| 47208 | Urasoe-shi           | 浦添市    | 19,44           | 115.855      | 114.232         | 5864,07                        |
| 47209 | Nago-shi             | 名護市    | 210,94          | 63.060       | 61.674          | 292,43                         |
| 47210 | Itoman-shi           | 糸満市    | 46,60           | 60.903       | 58.547          | 1255,57                        |
| 47211 | Okinawa-shi          | 沖縄市    | 49,72           | 142.094      | 139.279         | 2801,27                        |
| 47212 | Tomigusuku-shi       | 豊見城市  | 19,34           | 64.850       | 61.119          | 3184,94                        |
| 47213 | Uruma-shi            | うるま市  | 87,02           | 122.371      | 118.898         | 1366,33                        |
| 47214 | Miyakojima-shi       | 宮古島市  | 203,90          | 52.390       | 51.186          | 250,67                         |
| 47215 | Nanjo-shi            | 南城市    | 49,94           | 44.318       | 42.016          | 841,33                         |
| 47300 | Kunigami-gun         | 国頭郡    | 577,26          | 63.402       | 64.496          | 111,73                         |
| 47301 | Kunigami-son         | 国頭村    | 194,80          | 4517         | 4908            | 25,20                          |
| 47302 | Ōgimi-son            | 大宜味村  | 63,55           | 2931         | 3060            | 48,15                          |
| 47303 | Higashi-son          | 東村      | 81,88           | 1565         | 1720            | 21,01                          |
| 47306 | Nakijin-son          | 今帰仁村  | 39,93           | 9275         | 9531            | 238,69                         |
| 47308 | Motobu-chō           | 本部町    | 54,37           | 13.073       | 13.536          | 249,05                         |
| 47311 | Onna-son             | 恩納村    | 50,84           | 10.852       | 10.652          | 209,56                         |
| 47313 | Ginoza-son           | 宜野座村  | 31,30           | 5900         | 5597            | 178,82                         |
| 47314 | Kin-chō              | 金武町    | 37,84           | 11.252       | 11.232          | 296,83                         |
| 47315 | Ie-son               | 伊江村    | 22,78           | 4037         | 4260            | 187,01                         |
| 47320 | Nakagami-gun         | 中頭郡    | 107,28          | 155.023      | 151.607         | 1412,79                        |
| 47324 | Yomitan-son          | 読谷村    | 35,28           | 39.791       | 39.504          | 1119,73                        |
| 47325 | Kadena-chō           | 嘉手納町  | 15,12           | 13.301       | 13.685          | 905,09                         |
| 47326 | Chatan-chō           | 北谷町    | 13,91           | 28.167       | 28.308          | 2032,16                        |
| 47327 | Kitanakagusuku-son   | 北中城村  | 11,54           | 17.038       | 16.148          | 1399,31                        |
| 47328 | Nakagusuku-son       | 中城村    | 15,53           | 21.924       | 19.454          | 1252,67                        |
| 47329 | Nishihara-cho        | 西原町    | 15,90           | 34.802       | 34.508          | 2170,31                        |
| 47340 | Shimajiri-gun        | 島尻郡    | 234,87          | 105.617      | 100.235         | 426,75                         |
| 47348 | Yonabaru-chō         | 与那原町  | 5,18            | 19.735       | 18.410          | 3554,05                        |
| 47350 | Haebaru-chō          | 南風原町  | 10,76           | 40.541       | 37.502          | 3485,32                        |
| 47353 | Tokashiki-son        | 渡嘉敷村  | 19,23           | 761          | 730             | 37,96                          |
| 47354 | Zamami-son           | 座間味村  | 16,74           | 891          | 870             | 51,97                          |
| 47355 | Aguni-son            | 粟国村    | 7,65            | 700          | 759             | 99,22                          |
| 47356 | Tonaki-son           | 渡名喜村  | 3,87            | 377          | 430             | 111,11                         |
| 47357 | Minamidaito-son      | 南大東村  | 30,52           | 1331         | 1329            | 43,55                          |
| 47358 | Kitadaito-son        | 北大東村  | 13,07           | 604          | 629             | 48,05                          |
| 47359 | Iheya-son            | 伊平屋村  | 21,82           | 1176         | 1238            | 56,74                          |
| 47360 | Izena-son            | 伊是名村  | 15,43           | 1347         | 1517            | 98,38                          |
| 47361 | Kumejima-chō         | 久米島町  | 63,65           | 7180         | 7755            | 121,84                         |
| 47362 | Yaese-chō            | 八重瀬町  | 26,96           | 30.974       | 29.066          | 1078,12                        |
| 47370 | Miyako-gun           | 宮古郡    | 22,00           | 1096         | 1194            | 54,27                          |
| 47375 | Tarama-son           | 多良間村  | 22,00           | 1096         | 1194            | 54,27                          |
| 47380 | Yaeyama-gun          | 八重山郡  | 363,30          | 6111         | 5841            | 16,07                          |
| 47381 | Taketomi-chō         | 竹富町    | 334,40          | 4043         | 3998            | 11,96                          |
| 47382 | Yonaguni-chō         | 与那国町  | 28,90           | 2068         | 1843            | 63,64                          |
| 47000 | Okinawa-ken          | 沖縄県    | 2.276,63        | 1.460.652    | 1.433.566       | 628,49                         |

## Kultur
Okinawa weist eine reiche, eigenständige Kultur auf und stand insbesondere mit Kyūshū, das Okinawa geografisch und kulturell nahe liegt, in einem wechselseitigen Kulturaustausch.

### Tanzkunst

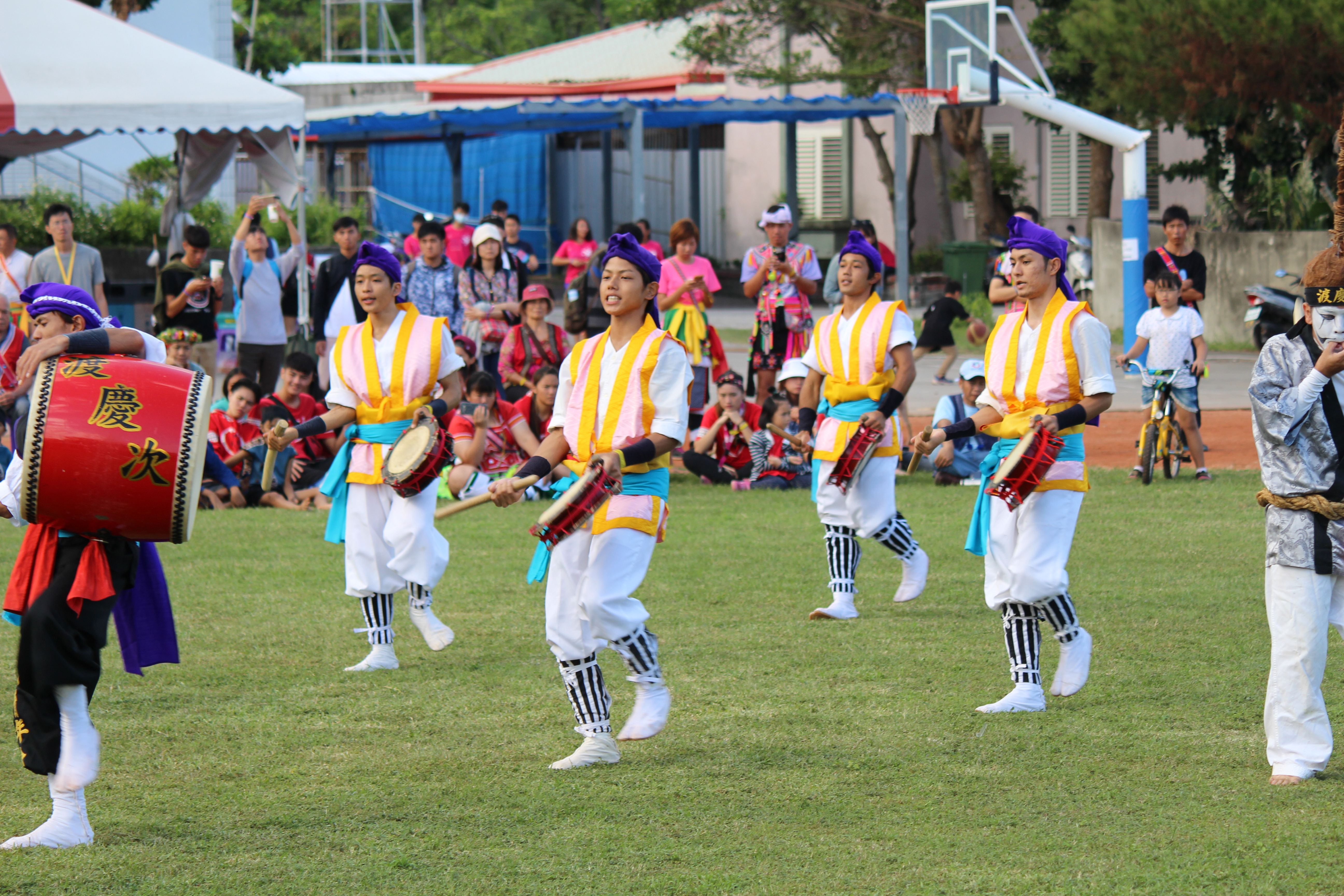
Eisa-Jugendtanzgruppe auf der „Amis Music Festival“ 2016 in Taiwan

Eisa, eine Art Volkstanz mit Trommler- und Tanzgruppe, stammt aus Okinawa. Fast jede Insel hat eine eigene Eisa-Truppe und eigene Arrangements. Die Akteure sind Schüler, Studenten und junge Erwachsene zwischen 15 und maximal 25 Jahren. Sowohl Jungen als auch Mädchen betreiben dieses traditionelle und äußerst beliebte Spektakel.

#### Religion
In Okinawa wird seit alters her der Ryūkyū-Shintō (琉球神道) praktiziert, eine Glaubensform, die dem japanischen Shintō ähnlich ist, sich jedoch in bestimmten Aspekten unterscheidet. Er basiert auf animistischen Vorstellungen und gilt als eine ursprüngliche Form des Shintō, ähnlich dem Koshintō (古神道) auf den japanischen Hauptinseln. Anstelle von Schreinen wie im japanischen Shintō spielen heilige Orte, sogenannte Utaki, eine zentrale Rolle im religiösen Leben.
Der Ryūkyū-Shintō bewahrt viele Merkmale, die mit älteren Formen des Shintō auf dem japanischen Festland vergleichbar sind. Aus diesem Grund ist er Gegenstand kontinuierlicher Forschung und Diskussion, insbesondere in Bereichen wie der vergleichenden Mythologie, und leistet einen wichtigen Beitrag zum besseren Verständnis des japanischen Shintō insgesamt.

### Theater

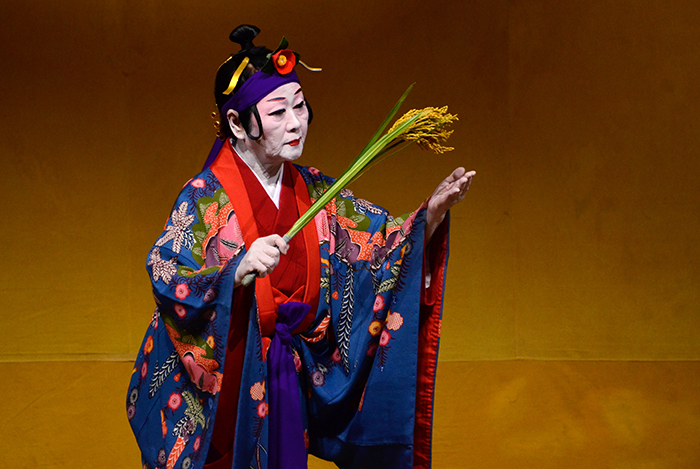
Kumiodori-Präsentation 2011 in Köln

Okinawa ist Heimat des traditionellen Musiktheaters Kumiodori. Es enthält sowohl Elemente von Okinawas traditioneller Musik und Theater als auch von Japans Hauptinsel und China. Die Dramen stammen aus klassischer Poesie und werden in Ryukyu-Sprache ausschließlich von männlichen Schauspielern vorgetragen. Kumiodori wurde 2010 in die UNESCO-Liste des immateriellen Kulturerbes der Menschheit aufgenommen.

### Kampfkunst
Okinawa ist als Geburtsstätte der Kampfkünste Karatedō (hist. jap. Tōde, okin. Tōdī) und Kobudō bekannt.

### Musikinstrumente

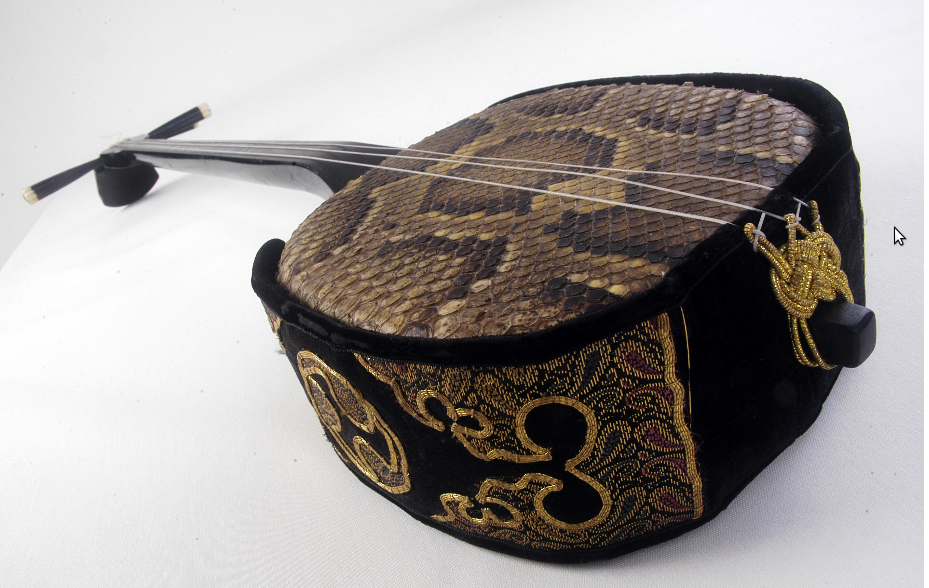
Sanshin

In Okinawa werden verschiedene Musikinstrumente gespielt, von denen das Sanshin (三線) als das repräsentativste gilt. Es handelt sich dabei um ein traditionelles Saiteninstrument, das eine zentrale Rolle in der okinawanischen Musik spielt. Das Sanshin ist für viele Okinawaner von kultureller Bedeutung und wird bis heute von Menschen aller Altersgruppen gespielt.
Das auf den japanischen Hauptinseln verbreitete Shamisen (三味線) wurde historisch vom Sanshin beeinflusst. Besonders in Kyūshū, das kulturell stärker von Okinawa geprägt ist, entwickelte sich zudem ein weiteres Saiteninstrument, das als Gottan (ゴッタン) bekannt ist.

### Sport

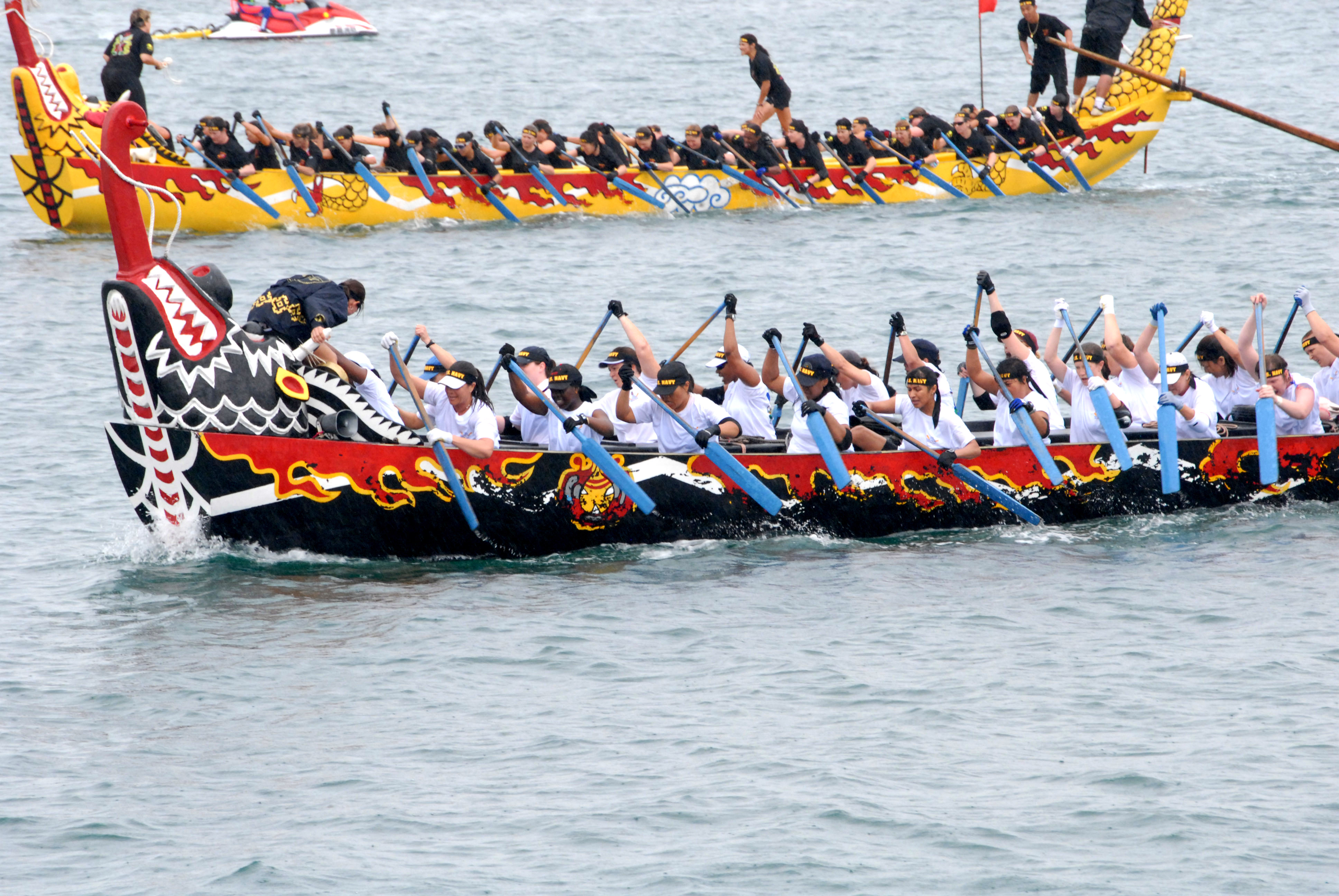
Drachenbootrennen zum Naha-Hari-Fest

Hāri (ハーリー) ist ein traditioneller Sport, der in Regionen wie Okinawa und Kyūshū weit verbreitet ist.
Je nach Region unterscheidet sich die Ausführung, doch beim größten Fest, dem Naha Hāri (那覇ハーレー) der Stadt Naha, werden große Drachenboote verwendet, die mit Drachenkopf und -schwanz geschmückt sind.
In anderen Regionen kommen verzierte Sabani (traditionelle hölzerne Boote) zum Einsatz.
Dieser Sport basiert auf dem maritimen Glauben, der in Okinawa und Kyūshū tief verwurzelt ist.

### Rezeption
Ein Asteroid wurde mit (13188) Okinawa benannt.

## Wirtschaft
Die Entwicklung Okinawas seit 1972 ist bemerkenswert. Die Einwohnerzahl der Präfektur, die 1972 bei 960.000 lag, ist um 50 % auf 1,46 Millionen gestiegen. Das Verkehrsnetz wurde verbessert, und die schwere Wasserknappheit wurde durch den Bau von Dämmen und andere Maßnahmen behoben. Die Wirtschaft Okinawas wird derzeit von der Tourismusbranche getragen. Vor dem Ausbruch der Coronavirus-Pandemie besuchten im Jahr 2019 etwa 10 Millionen Touristen Okinawa. Die verarbeitende Industrie, die eigentlich die Grundlage der lokalen Wirtschaft bilden sollte, stagniert aufgrund der Transportkosten und anderer Hemmnisse. Die Präfektur Okinawa ist in hohem Maße vom Tourismus und anderen tertiären Wirtschaftszweigen abhängig, und das Einkommen der Präfektur gehört nach wie vor zu den niedrigsten des Landes. Es gibt einen hohen Prozentsatz an Saisonkräften, und die Arbeitslosenquote ist tendenziell hoch.

## Infrastruktur

### Verkehr
Abflugtafeln in Flughäfen der Volksrepublik China und der Republik China (Taiwan) sowie Monitore in Flugzeugen entsprechender Fluggesellschaften zeigen auch heute 琉球 (Ryūkyū, Pinyin: Líuqíu), nicht 沖縄 (Okinawa, Pinyin: Chōngshéng), an.

### Amerikanisches Militär

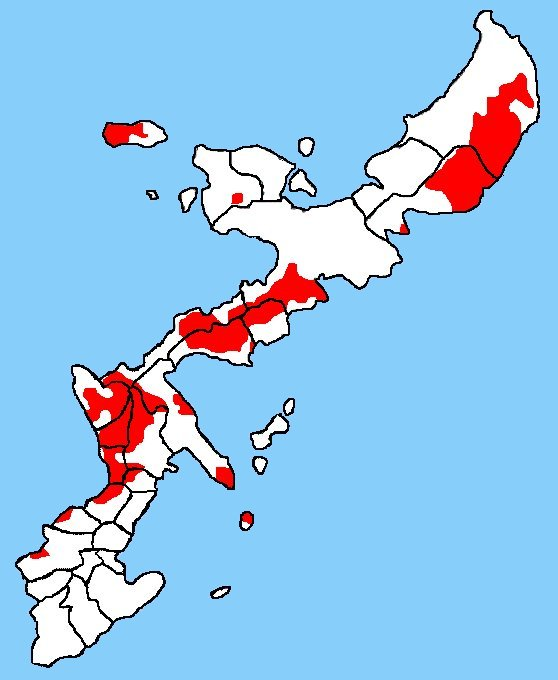
Militärstützpunkte auf Okinawa Hontō

Seit dem Ende des Zweiten Weltkrieges gibt es auf Okinawa mehrere US-amerikanische Militärstützpunkte, unter anderem die Kadena Air Base und das Camp Foster, mit insgesamt 26.000 US-Soldaten (Stand 2018). Okinawa wird daher auch „unversenkbarer Flugzeugträger“ der USA genannt. Fast alle der 14.460 in Japan stationierten Marineinfanteristen befinden sich auf Okinawa.
Okinawa als Basis komplett aufzugeben, wie es von vielen Einheimischen verlangt wird, kommt für die USA aus geo-strategischen Überlegungen wohl kaum in Frage. Relevant ist hier besonders die Nähe zu Taiwan, sollte es zum Wirksamwerden des Taiwan-Relations-Act-Gesetzes kommen. Derzeit plant die US Navy den Bau eines U-Boot-Stützpunktes. Der ausgewählte Küstenabschnitt liegt jedoch in einer Naturschutzzone, die ein Anlaufpunkt für den vom Aussterben bedrohten Meeressäuger Dugong und weitere bedrohte Arten ist.